# Port-Royal (Sainte-Beuve)
Pour les articles homonymes, voir Port-Royal.
Port-Royal est un ouvrage écrit par Charles-Augustin Sainte-Beuve et paru entre 1840 et 1859, d’abord en tant qu’articles de presse puis en 5 volumes.
Il s'agit de la transposition augmentée d’un cours professé à Lausanne en 1837-1838 par Sainte-Beuve.
Port-Royal est une fresque monumentale racontant l’histoire du monastère de Port-Royal des Champs, et principalement de sa période janséniste.

## Contexte de la création duPort-Royal
Sainte-Beuve est invité à Lausanne par Juste Olivier, un jeune professeur d’histoire et de littérature française de l’Académie de Neuchâtel. Celui-ci, très influencé lors de ses études par le Tableau de la poésie française au XVIe siècle de Sainte-Beuve, avait souhaité le rencontrer lors d’un séjour à Paris en 1830. Une amitié se noue entre les deux hommes, dans le petit milieu protestant parisien.
Quelques années plus tard, Sainte-Beuve est marqué par sa brouille avec Lamennais, qu’il prenait un peu comme son guide spirituel. Il cherche également à oublier son amour pour Adèle Hugo. C’est ainsi qu’en 1837 il se rend en Suisse, cherchant s’il ne pourrait trouver un poste de professeur à Genève. Mais ne voyant rien pour lui, il se souvient de son ami Juste Olivier et le rejoint sur les bords du Lac Léman. Là, au cours de leurs excursions, les deux hommes décident de mettre en forme un cours sur Port-Royal à Lausanne. 
Sainte-Beuve s’installe donc à Lausanne et fréquente la société locale chez les Olivier. Il travaille assidûment à la préparation de son cours, avec une discipline quasi monacale. Il a apporté avec lui une grande partie de son abondante bibliothèque port-royaliste et travaille en faisant de nombreux renvois vers cette bibliothèque. 
Son cours convient bien au public qu’il a devant lui, il a été créé pour lui : « À mes auditeurs de Lausanne. Pensé et formé sous leurs yeux, ce livre leur appartient », écrit-il en dédicace de la première édition du Port-Royal.
Sur les conseils de Lamennais, Sainte-Beuve s’était déjà intéressé à Port-Royal. Mais se consacrer à ce sujet est particulièrement adapté au contexte : à cette époque, la Suisse est une confédération de 22 petits États indépendants, qui n’ont presque jamais de point d’accord. Différences linguistiques, religieuses, culturelles, tout concourt à faire de la Suisse un lieu vivant mais instable. Les puissances de la Sainte-Alliance font régulièrement pression sur la Suisse. À cela, il faut ajouter la présence de nombreux réfugiés d’autres États européens à la suite de la vague révolutionnaire de 1830. Politiquement, l’opposition entre radicalisme et libéralisme s’étend à une contestation, par les radicaux, des élites académiques et religieuses (professeurs et pasteurs).
Religieusement enfin, la tenue du cours sur Port-Royal arrive dans un contexte troublé, celui du Réveil protestant, qui oppose souvent les simples fidèles à des pasteurs plus traditionnels.
La rédaction du cours sur Port-Royal se fait donc dans un contexte assez tendu, un contexte de bouleversements divers. Le public qui va assister aux cours est formé par l’élite lausannoise. Il faut donc garder en tête tout cela pour comprendre la rédaction de Sainte-Beuve, qui insiste sur des points particuliers de l’histoire de Port-Royal.

## Cours à Lausanne
Le public de Sainte-Beuve est composé des intellectuels de la ville, de personnes qui pour beaucoup ont passé du temps en Europe, mais aussi de beaucoup de femmes de la « bonne société », qui voulaient apprendre. Le cours est gratuit. Il est suivi par près de 300 personnes, trois fois par semaine, pendant plus de six mois.
Alexandre Vinet, professeur à l’Académie, est un auditeur régulier des cours. Il en pense beaucoup de bien : 

« Ce Port-Royal est admirable ; nous avions besoin de le connaître ; et le professeur en sent et en fait ressortir la vraie beauté avec une grande intelligence chrétienne. Si M. Sainte-Beuve n’est pas chrétien, il est une preuve éclatante de l’insuffisance de l’intelligence pour la conversion : car tout ce que l’intelligence peut savoir de la vérité, il le sait... Il se donne tout au plus pour un connaisseur ou pour un observateur attentif, qui voudrait bien être quelque chose de plus... »

Sainte-Beuve termine son cours le 25 mai 1838. Il quitte ensuite Lausanne (même s’il y reviendra chez son ami Juste Olivier) et rentre à Paris.

## Élaboration duPort-Royal
Le Port-Royal de Sainte-Beuve est assez difficile à classer dans un genre littéraire. Il est assez couramment admis, comme le disait Ferdinand Brunetière, que c’est :
« un beau livre, où je ne serais pas éloigné de voir un modèle de la manière d’écrire l’histoire littéraire et peut-être le chef-d’œuvre de la critique française au XIXe siècle. »